# Gabriel Isal
Gabriel Isal Miró, né le 27 novembre 1923 à Badalone (province de Barcelone, Espagne) et mort le 31 janvier 1995 dans la même ville, est un footballeur espagnol des années 1940 et 1950 qui jouait au poste de défenseur.

## Biographie
Gabriel Isal joue la saison 1942-1943 avec l'UA Horta.
En 1943, il rejoint le FC Barcelone où il joue avec l'équipe amateur, l'équipe filiale (La España Industrial) et l'équipe première. Il ne joue que trois matches officiels avec l'équipe première (deux en championnat et un en Coupe d'Espagne).
Gabriel Isal joue ensuite en deuxième division avec des clubs tels que le Real Murcie, l'Hércules d'Alicante et le CD Tenerife où il reste pendant quatre saisons, de 1953 à 1957. Il termine sa carrière au CF Badalona en 1958.
Au total, Gabriel Isal joue 2 matchs en première division, et 141 matchs en deuxième division, sans inscrire le moindre but.